# Selma (filme)
Selma (prt: Selma: A Marcha da Liberdade; bra: Selma: Uma Luta pela Igualdade) é um filme estado-unidense de 2014, do género drama biográfico-histórico, realizado por Ava DuVernay e escrito por Paul Webb. Foi baseado nas marchas de Selma a Montgomery liderada por James Bevel, Hosea Williams,  Martin Luther King Jr. e John Lewis, no ano de 1965. O filme protagonizou David Oyelowo como Martin, Tom Wilkinson como o presidente Lyndon B. Johnson, Tim Roth como George Wallace, Carmen Ejogo como Coretta King, e o rapper e ator Common como Bevel.
Selma teve quatro indicações ao Globo de Ouro nas seguintes categorias: melhor filme dramático, melhor realização, e melhor ator em filme dramático, vencendo apenas o prémio de melhor canção original. O filme também foi indicado ao Oscar 2015 por melhor filme e venceu apenas o prémio de melhor canção original.
O filme estreou no Festival do Instituto Americano do Cinema em 11 de novembro de 2014 e nos cinemas norte-americanos em 25 de dezembro do mesmo ano, tendo seu lançamento expandido nos cinemas no dia 9 de janeiro de 2015, dois meses antes do quinquagésimo aniversário da marcha. O filme foi relançado em 20 de março de 2015, em honra ao quinquagésimo aniversário da marcha histórica. Em Portugal, Brasil e Moçambique o filme foi exibido a 5 de fevereiro, em Angola a 6 de fevereiro e em Cabo Verde a 6 de março de 2015.

## Sinopse
Em 1964, enquanto Martin Luther King Jr. recebe seu Nobel da Paz, diversos afro-americanos, como Annie Lee Cooper de Selma, ainda não têm acesso a inscrição nos cadernos eleitorais. Para garantir o direito de voto para todos os afro-americanos, Martin Luther King então reúne-se com o Presidente Lyndon B. Johnson, para que ele possa criar uma lei que proteja os negros que querem votar. Martin, em seguida, vai para Selma, no interior do Alabama, com Ralph Abernathy, Andrew Young e Diane Nash. Lá eles encontram vários ativistas da Conferência da Liderança Cristã do Sul (SCLC). Como Martin Luther King se torna importante, John Edgar Hoover tenta convencer o presidente Johnson para monitorar e prejudicar ainda mais seu casamento com Coretta King.
Como as tensões vão aumentando, King e seus sócios decidem realizar as Marchas de Selma a Montgomery, enfrentando a violência das forças policiais locais, liderados pelo xerife Jim Clark e o Governador George Wallace.

## Elenco
- David Oyelowo como Martin Luther King Jr.
- Tom Wilkinson como Lyndon B. Johnson
- Carmen Ejogo como Coretta King
- André Holland como Andrew Young
- Tessa Thompson como Diane Nash
- Giovanni Ribisi como Lee Calvin White
- Lorraine Toussaint como Amelia Boynton Robinson
- Stephan James como John Lewis
- Wendell Pierce como Hosea Williams
- Common como James Bevel
- Alessandro Nivola como John Doar
- Keith Stanfield como Jimmie Lee Jackson
- Cuba Gooding Jr. como Fred Gray
- Dylan Baker como John Edgar Hoover
- Tim Roth como George Wallace
- Oprah Winfrey como Annie Lee Cooper
- Ruben Santiago-Hudson como Bayard Rustin
- Niecy Nash como Richie Jean Jackson
- Colman Domingo como Ralph Abernathy
- Omar Dorsey como James Orange
- Ledisi Young como Mahalia Jackson
- Trai Byers como James Forman
- Kent Faulcon como Sullivan Jackson
- John Lavelle como Roy Reed
- Henry G. Sanders como Cager Lee
- Jeremy Strong como James Reeb
- Nigel Thatch como Malcolm X
- Charity Jordan como Viola Lee Jackson
- Haviland Stillwell como a secretária de Johnson
- Tara Ochs como Viola Liuzzo
- Martin Sheen[16] como Frank Minis Johnson
- Michael Shikany como Arcebispo Iakovos da América
- Michael Papajohn como Major John Cloud
- Stephen Root como Al Lingo
- Stan Houston como o xerife Jim Clark
- E. Roger Mitchell como Frederick Douglas Reese

## Reconhecimentos
| Prémio                                               | Data de cerimónia       | Categoria                                                          | Destinatários e nomeados                                        | Resultado        | Ref(s)        |
| ---------------------------------------------------- | ----------------------- | ------------------------------------------------------------------ | --------------------------------------------------------------- | ---------------- | ------------- |
| Óscar                                                | 22 de fevereiro de 2015 | Melhor Filme                                                       | Dede Gardner, Jeremy Kleiner, Christian Colson e Oprah Winfrey  | Indicado         | [ 17 ]        |
| Óscar                                                | 22 de fevereiro de 2015 | Melhor Canção Original                                             | John Legend e Common pela canção "Glory"                        | Venceu           | [ 17 ]        |
| African-American Film Critics Association            | 8 de dezembro de 2014   | Melhor Filme                                                       | Selma                                                           | Venceu           | [ 18 ]        |
| African-American Film Critics Association            | 8 de dezembro de 2014   | Melhor Realização                                                  | Ava DuVernay                                                    | Venceu           | [ 18 ]        |
| African-American Film Critics Association            | 8 de dezembro de 2014   | Melhor Ator                                                        | David Oyelowo                                                   | Venceu           | [ 18 ]        |
| African-American Film Critics Association            | 8 de dezembro de 2014   | Melhor Canção                                                      | “Glory” por John Legend e Common                                | Venceu           | [ 18 ]        |
| Alliance of Women Film Journalists                   | 12 de janeiro de 2015   | Melhor Filme                                                       | Selma                                                           | Indicado         | [ 19 ]        |
| Alliance of Women Film Journalists                   | 12 de janeiro de 2015   | Melhor Realização                                                  | Ava DuVernay                                                    | Indicada         | [ 19 ]        |
| Alliance of Women Film Journalists                   | 12 de janeiro de 2015   | Melhor Realizadora                                                 | Ava DuVernay                                                    | Venceu           | [ 19 ]        |
| Casting Society of America                           | 22 de janeiro de 2015   | Filme Dramático de Grande Orçamento                                | Aisha Coley, Robyn Owen                                         | Indicado         | [ 20 ]        |
| Costume Designers Guild                              | 17 de fevereiro de 2015 | Excelência em Período Cinematográfico                              | Ruth E. Carter                                                  | Indicada         | [ 21 ]        |
| Critics' Choice Movie Awards                         | 15 de janeiro de 2015   | Melhor Filme                                                       | Selma                                                           | Indicado         | [ 22 ]        |
| Critics' Choice Movie Awards                         | 15 de janeiro de 2015   | Melhor Realização                                                  | Ava DuVernay                                                    | Indicada         | [ 22 ]        |
| Critics' Choice Movie Awards                         | 15 de janeiro de 2015   | Melhor Ator                                                        | David Oyelowo                                                   | Indicado         | [ 22 ]        |
| Critics' Choice Movie Awards                         | 15 de janeiro de 2015   | Melhor Elenco                                                      | Todo o elenco                                                   | Indicado         | [ 22 ]        |
| Critics' Choice Movie Awards                         | 15 de janeiro de 2015   | Melhor Canção                                                      | "Glory"                                                         | Venceu           | [ 22 ]        |
| Prêmios Globo de Ouro                                | 11 de janeiro de 2015   | Melhor Ator em Filme Dramático                                     | David Oyelowo                                                   | Indicado         | [ 23 ] [ 24 ] |
| Prêmios Globo de Ouro                                | 11 de janeiro de 2015   | Melhor Direção                                                     | Ava DuVernay                                                    | Indicada         | [ 23 ] [ 24 ] |
| Prêmios Globo de Ouro                                | 11 de janeiro de 2015   | Melhor Filme Dramático                                             | Dede Gardner, Jeremy Kleiner, Christian Colson e Oprah Winfrey  | Indicado         | [ 23 ] [ 24 ] |
| Prêmios Globo de Ouro                                | 11 de janeiro de 2015   | Melhor Canção Original                                             | "Glory" – John Legend e Common                                  | Venceu           | [ 23 ] [ 24 ] |
| Houston Film Critics Society Awards                  | 12 de janeiro de 2015   | Melhor Filme                                                       | Selma                                                           | Indicado         | [ 25 ] [ 26 ] |
| Houston Film Critics Society Awards                  | 12 de janeiro de 2015   | Melhor Canção Original                                             | "Glory" por John Legend e Common                                | Indicado         | [ 25 ] [ 26 ] |
| Independent Spirit Awards                            | 21 de fevereiro de 2015 | Melhor Filme                                                       | Dede Gardner, Jeremy Kleiner, Christian Colson, e Oprah Winfrey | Indicado         | [ 27 ]        |
| Independent Spirit Awards                            | 21 de fevereiro de 2015 | Melhor Realização                                                  | Ava DuVernay                                                    | Indicada         | [ 27 ]        |
| Independent Spirit Awards                            | 21 de fevereiro de 2015 | Melhor Ator                                                        | David Oyelowo                                                   | Indicado         | [ 27 ]        |
| Independent Spirit Awards                            | 21 de fevereiro de 2015 | Melhor Atriz Coadjuvante                                           | Carmen Ejogo                                                    | Indicada         | [ 27 ]        |
| Independent Spirit Awards                            | 21 de fevereiro de 2015 | Melhor Fotografia                                                  | Bradford Young                                                  | Indicado         | [ 27 ]        |
| Iowa Film Critics                                    | 7 de janeiro de 2015    | Melhor Canção                                                      | "Glory"                                                         | Segunda colocada | [ 28 ]        |
| Motion Picture Sound Editors Golden Reel Awards      | 15 de fevereiro de 2015 | Melhor Canção                                                      | Julie Pearce, Clint Bennett                                     | Indicado         | [ 29 ]        |
| MTV Movie Awards                                     | 12 de abril de 2015     | Filme do Ano                                                       | Selma                                                           | Indicado         | [ 30 ]        |
| MTV Movie Awards                                     | 12 de abril de 2015     | Melhor Revelação                                                   | David Oyelowo                                                   | Indicado         | [ 30 ]        |
| NAACP Image Awards                                   | 6 de fevereiro de 2015  | Melhor Ator em Cinema                                              | David Oyelowo                                                   | Venceu           | [ 31 ]        |
| NAACP Image Awards                                   | 6 de fevereiro de 2015  | Melhor Realização Cinematográfica                                  | Ava DuVernay                                                    | Indicada         | [ 31 ]        |
| NAACP Image Awards                                   | 6 de fevereiro de 2015  | Melhor Filme                                                       | Selma                                                           | Venceu           | [ 31 ]        |
| NAACP Image Awards                                   | 6 de fevereiro de 2015  | Melhor Ator Coadjuvante                                            | André Holland                                                   | Indicado         | [ 31 ]        |
| NAACP Image Awards                                   | 6 de fevereiro de 2015  | Melhor Ator Coadjuvante                                            | Common                                                          | Venceu           | [ 31 ]        |
| NAACP Image Awards                                   | 6 de fevereiro de 2015  | Melhor Ator Coadjuvante                                            | Wendell Pierce                                                  | Indicado         | [ 31 ]        |
| NAACP Image Awards                                   | 6 de fevereiro de 2015  | Melhor Atriz Coadjuvante                                           | Carmen Ejogo                                                    | Venceu           | [ 31 ]        |
| NAACP Image Awards                                   | 6 de fevereiro de 2015  | Melhor Atriz Coadjuvante                                           | Oprah Winfrey                                                   | Indicada         | [ 31 ]        |
| Satellite Awards                                     | 15 de fevereiro de 2015 | Melhor Filme                                                       | Selma                                                           | Indicado         | [ 32 ]        |
| Satellite Awards                                     | 15 de fevereiro de 2015 | Melhor Direção                                                     | Ava DuVernary                                                   | Indicada         | [ 32 ]        |
| Satellite Awards                                     | 15 de fevereiro de 2015 | Melhor Ator em Cinema                                              | David Oyelowo                                                   | Indicado         | [ 32 ]        |
| Satellite Awards                                     | 15 de fevereiro de 2015 | Melhor Roteiro Original                                            | Paul Webb                                                       | Indicado         | [ 32 ]        |
| Washington D.C. Area Film Critics Association Awards | 8 de dezembro de 2014   | Melhor Filme                                                       | Selma                                                           | Indicado         | [ 33 ]        |
| Washington D.C. Area Film Critics Association Awards | 8 de dezembro de 2014   | Melhor Realização                                                  | Ava DuVernay                                                    | Indicada         | [ 33 ]        |
| Washington D.C. Area Film Critics Association Awards | 8 de dezembro de 2014   | Melhor Ator                                                        | David Oyelowo                                                   | Indicado         | [ 33 ]        |
| Washington D.C. Area Film Critics Association Awards | 8 de dezembro de 2014   | Melhor Elenco                                                      |                                                                 | Indicado         | [ 33 ]        |
| Washington D.C. Area Film Critics Association Awards | 8 de dezembro de 2014   | Prémio Joe Barber Award por Melhor Representação de Washington, DC |                                                                 | Indicado         | [ 33 ]        |
| Women Film Critics Circle                            | 16 de dezembro de 2014  | Melhor Filme Realizado por uma Mulher                              | Selma                                                           | Venceu           | [ 34 ]        |
| Women Film Critics Circle                            | 16 de dezembro de 2014  | Melhor Estrela Feminina de Filme de Ação                           | Oprah Winfrey                                                   | Venceu           | [ 34 ]        |